# Instituto Interuniversitario para la Comunicación Cultural
El Instituto Interuniversitario para la Comunicación Cultural (IICC) es un centro de investigación español, participado por tres universidades: Universidad Nacional de Educación a Distancia (UNED), Universidad Carlos III de Madrid (UC3M), Universidad Internacional Menéndez Pelayo (UIMP).
El instituto tiene la secretaría en la UC3M (Getafe, Comunidad de Madrid). Hasta 2011 ha estado dirigido por el experto en Derechos Culturales Jesús Prieto de Pedro y, en la actualidad, por Marcos Vaquer Caballería. Forman su Comisión Gestora los profesores: Honorio Velasco Maillo, Luciano Parejo Alfonso e Icíar Alzaga Ruiz, además de los citados Jesús Prieto de Pedro y Marcos Vaquer.
El IICC tiene un carácter interdisciplinario en el seno de las ciencias sociales y jurídicas, junto con las humanidades. Ha impartido el Doctorado en Derecho de la cultura, reconocido en varias ediciones con la Mención de Calidad del Ministerio de Educación y Ciencia, y en la actualidad, el Máster de Investigación en Derecho de la Cultura, título conjunto de las Universidades Carlos III de Madrid y UNED. Ha coeditado varios libros especializados y desde 2013 publica una colección de estudios denominada Cuadernos de Derecho de la Cultura, de libre acceso.
El IICC tiene una fuerte lazo con Iberoamérica, habiendo organizado el 1º Congreso Iberoamericano de Derecho de la Cultura en 1998 o los cursos Diversidad Cultural y Derechos Culturales en el 2002, Derechos Culturales y migraciones en el 2003, Ejercicios de diferencia. Hispanos y latinos en los EEUU y en España en 2001, o Hacia un modelo de cooperación cultural iberoamericana en 2006 y el Seminario Iberoamericano sobre Institucionalidad y Políticas Públicas en materia de Museos conjuntamente con el programa Ibermuseos en 2015.
El Instituto Interuniveristario para la Comunicación Cultural tiene la Cátedra Andrés Belló de Derechos Culturales, que otorga el Convenio Andrés Bello. Una de las finalidades de la Cátedra es la cooperación con alumnos iberoamericanos interesados en el hacer el Doctorado de Derecho de la cultura.
El IICC también ha sido el organizador de la 1º Reunión de Expertos en Cooperación Internacional, en colaboración con la AECI y la Unesco.